# Géo Bernier

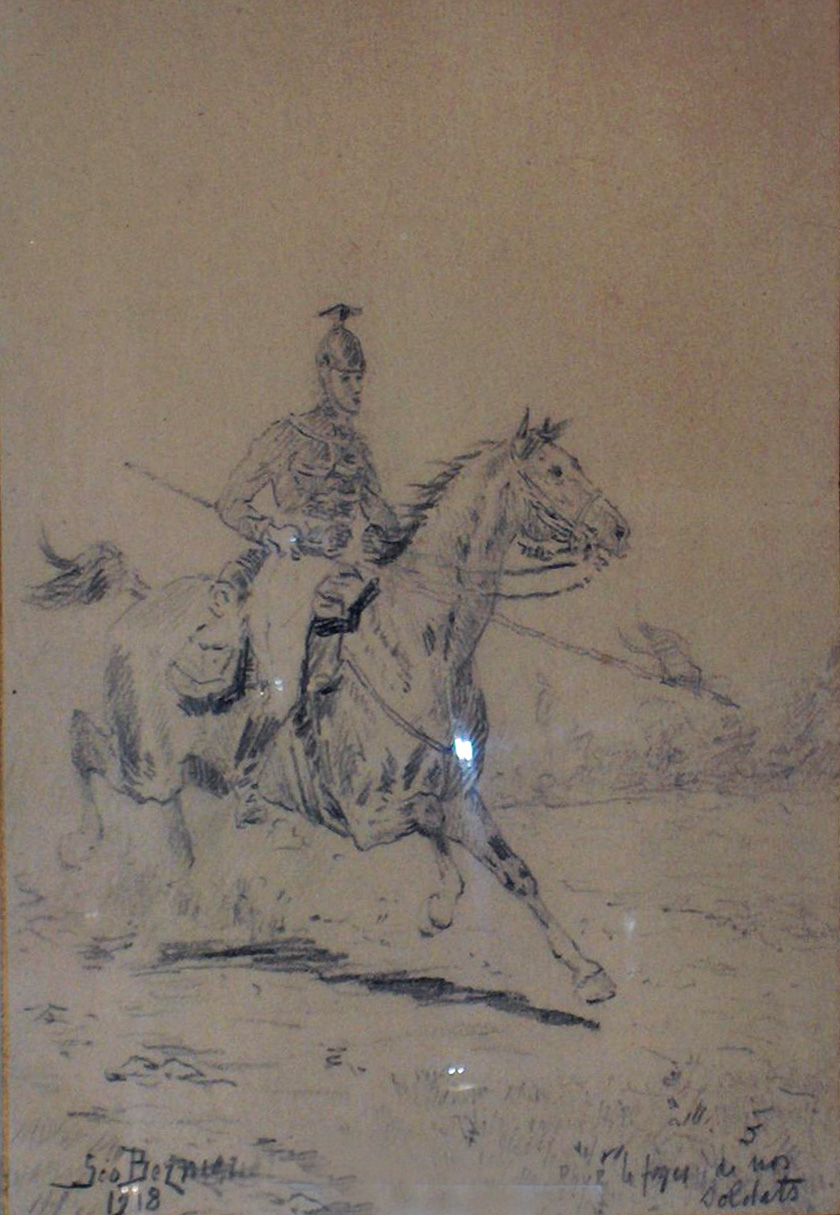
"Pour les foyes de nos soldats" (1918); tekening van een huzaar

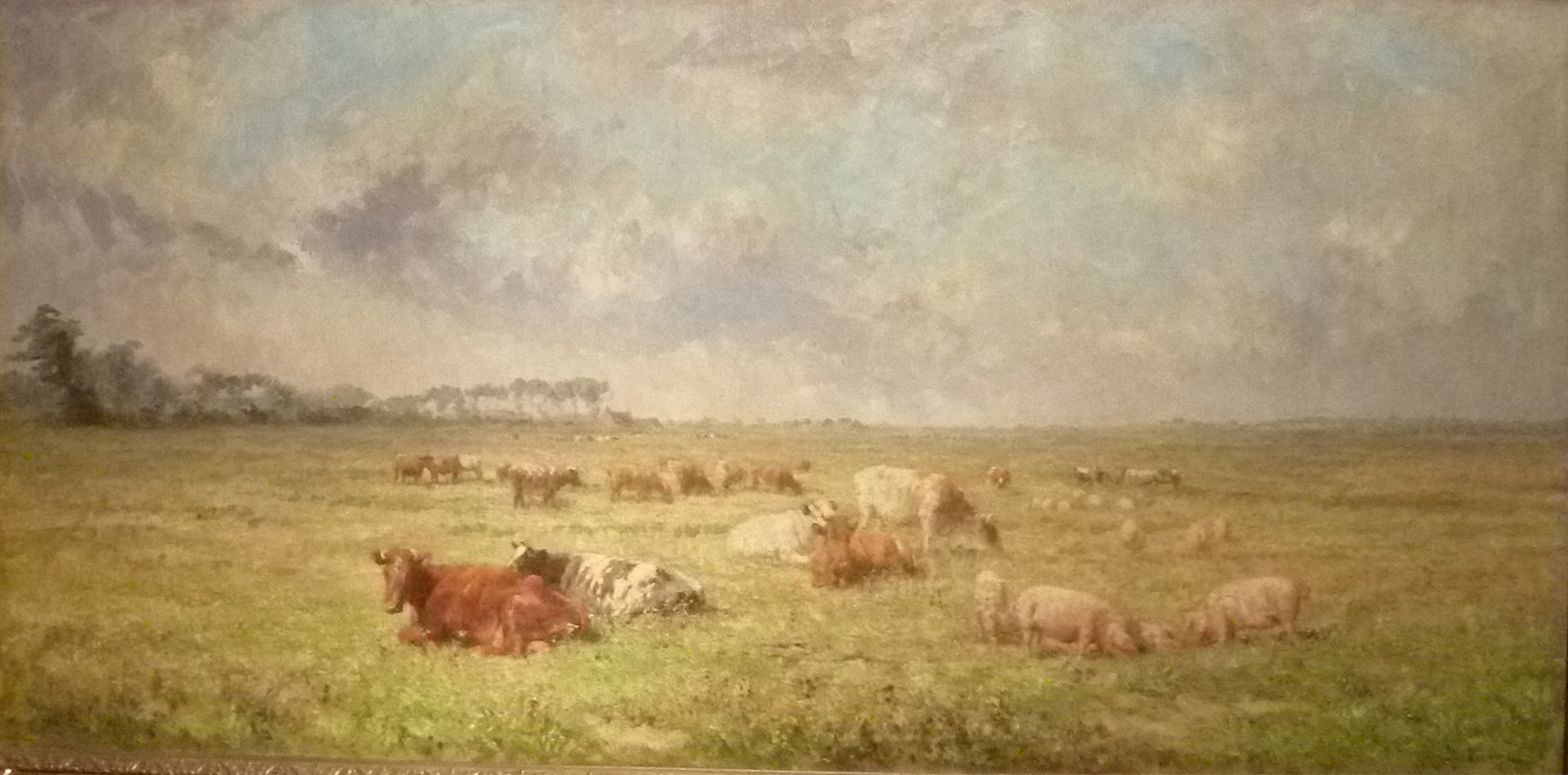
"Zondagmorgen in Vlaanderen"; Collectie Gemeente Sint-Gillis (België)

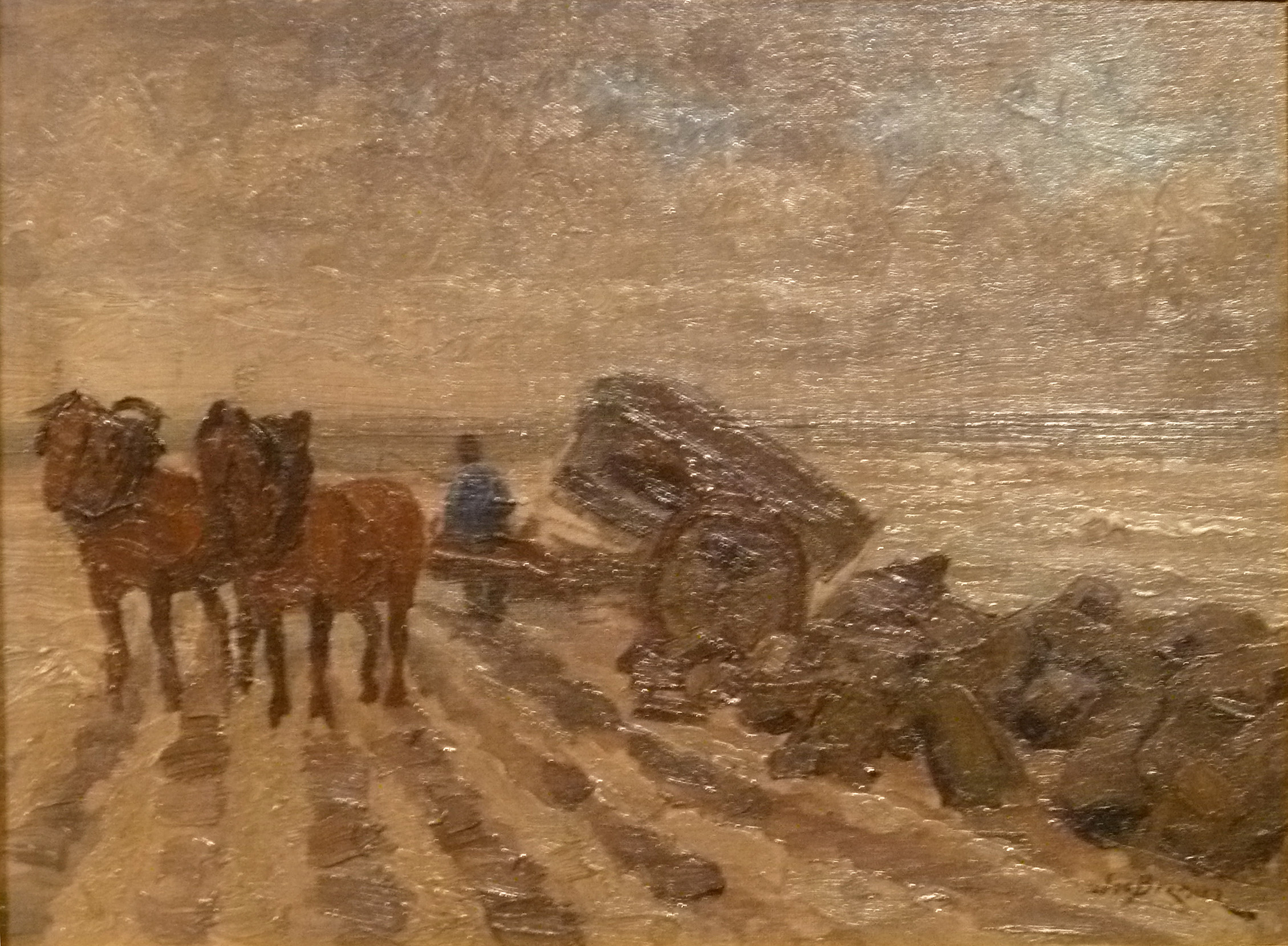
"Aanleg van een golfbreker te Heist (studie)"; privéverzameling

Géo Bernier (Namen, 26 juli 1862 - Elsene, 28 december 1918) was een Belgische kunstschilder van landschappen en portretten, maar vooral van paarden. Hij was tevens een ontwerper van affiches.
Zijn talenten werden reeds vroeg ontdekt in het college van Namen door zijn leraar tekenen Ferdinand Marinus. Vanaf 1880 volgde hij in Brussel een opleiding in het atelier van Michel Van Alphen, een wat minder bekende landschapschilder. In 1883 ging hij naar de Academie te Brussel, waar hij tot 1888 opleiding kreeg van de post-romantische schilder Jean-François Portaels (schilderen), Joseph Stallaert (tekenen naar de natuur) en Joseph van Severdonck (tekenen naar antiek model).
Hij trad in dienst bij de "Compagnie brésilienne des Tramways bruxellois" en volgde in die periode vervolmakingslessen in de anatomie van het paard aan de school voor diergeneeskunde van Brussel. Hierdoor kon hij uitgroeien tot de specialist in het afbeelden van paarden, zowel rijpaarden als trekpaarden.
Via zijn kennismaking met Alfred Madoux, directeur van het blad "l'Etoile belge" kon hij schetsen maken in diens paardenstal in Oudergem en ook in de stallen van het regiment der Gidsen. Dit leidde in 1887 tot zijn eerste belangrijk doek "De charge der Gidsen". Om zich verder te vervolmaken volgde hij cursussen ontleedkunde aan de veeartsenijschool van Brussel.
Hij huwde in 1887 met Jenny Hoppe (1870- 1934), een impressionistische schilderes. Zij was de zuster van Ketty Gilsoul-Hoppe en schoonzuster van Victor Gilsoul. Het schildersechtpaar woonde in de Hervormingsstraat 4 te Elsene, waar hij ook een tentoonstellingsruimte had. Deze woning werd ontworpen door de architect-decorateur Alban Chambon maar werd uitgevoerd door zijn zoon Fernand Chambon. Dit huis werd beschermd op 3 juli 1997 door de dienst Monumenten en landschappen van het Brussels Hoofdstedelijk Gewest
In 1893 was hij een mede-oprichter van de kunstkring Le Sillon. Reeds in hun eerste jaarlijkse tentoonstelling van 1893 werd hij door critici genoemd als een der onze voornaamste dierenschilders. Naast paarden schilderde hij veel andere dieren: koeien, varkens, schapen, honden, zwanen... Hij was ook een grote bewonderaar van de dierenschilder Alfred Verwee.
Heel zijn verder leven zou hij vertoeven in het milieu der renpaarden en hun eigenaars. Hij schilderde een groot aantal doeken in de paardenfokkerij van M. Hazard nabij Thuin. Hij specialiseerde zich verder in het schilderen van "portretten" van bekroonde paarden en het ruiterportret van de eigenaar op zijn paard.
Hij tekende ook een groot aantal affiches zoals voor de Brusselse trammaatschappij, voor springconcours (Spa, 1900 en 1903) en mensport (Brussel, 1905). Hij tekende eveneens de diploma's die aan de overwinnaars werden uitgereikt. Hij koesterde een diepe liefde voor de weidse natuur in de omgeving van Veurne-Ambacht, maar schilderde ook veel ladnschappen in realistische stijl in de polders en duinen van Knokke. Uit die tijd dateren ook enkele marines.
Hij had een fragiele gezondheid en moest herhaaldelijk zijn werk onderbreken. Hij stierf te Elsene op 28 december 1918.
Bernier laat ons een uitgebreid oeuvre na. Hij was ook de laatste der grote Belgische realistische dierenschilders die werkten in de traditie van Paulus Potter.
In 1920 werd er in Brussel een grote retrospectieve tentoonstelling aan hem gewijd met 206 doeken.
Zijn werken bevinden zich in verschillende musea:
- Brugge: Groeningemuseum
- Brussel: Koninklijke bibliotheek Albert I, prentencabinet; Koninklijke Musea voor Schone Kunsten van België
- Elsene: Museum voor Schone Kunsten
- Luik: Musée de la Vie wallonne
- Leuven: M van Museum
- Spa: Musée de la Ville d'Eaux
- Doornik: Musée des Beaux-Arts

Er werd in Elsene een laan genoemd naar Géo Bernier.
Zijn broer Fernand Bernier (1864-1929) was een journalist (o.a. bij "L'Etoile belge) en letterkundige, die in 1929 burgemeester werd van Sint-Gillis. Hij was de vader van de toondichter René Bernier.